# Acyrthosiphon chelidonii
Acyrthosiphon chelidonii är en insektsart som först beskrevs av Johann Heinrich Kaltenbach 1843.  Acyrthosiphon chelidonii ingår i släktet Acyrthosiphon och familjen långrörsbladlöss. Arten är reproducerande i Sverige. Inga underarter finns listade i Catalogue of Life.